# Episodi di Dragon Ball Z

Logo della serie

Questa è la lista degli episodi di Dragon Ball Z, serie televisiva anime tratta dalla seconda parte del manga Dragon Ball di Akira Toriyama. La serie, prodotta dalla Toei Animation, è andata in onda su Fuji TV dal 26 aprile 1989 al 31 gennaio 1996, per un totale di 291 episodi. Vi sono narrate le avventure di Goku, ormai divenuto adulto, riprendendo la narrazione cinque anni dopo il finale della prima serie.
L'edizione italiana è stata trasmessa in prima visione dal 2000 al 2001 su Italia 1 ad opera di Mediaset, che ne cambiò il titolo in What's My Destiny Dragon Ball. Venne mandata in onda per la prima volta dal 26 aprile al 4 agosto 2000, trasmettendo il primo blocco di 107 episodi. La trasmissione riprese dal 21 agosto dello stesso anno e terminò il 4 aprile seguente. Per quanto riguarda il mercato home video, Dragon Ball Z è stato distribuito da De Agostini in VHS nelle edicole nell'estate del 1998, prima del passaggio televisivo. È stata proposta in DVD interamente per la prima volta sempre da De Agostini nella collana Dragon Ball Z DVD Collection.
La colonna sonora dell'anime è stata composta da Shunsuke Kikuchi. Nella versione giapponese per gli episodi dall'1 al 199 la sigla d'apertura usata è Cha-La Head-Cha-La cantata da Hironobu Kageyama e la sigla di chiusura è Dete Koi Tobikiri ZENKAI Power! di MANNA; le quali, per le puntate dalla 200 in poi, vengono sostituite rispettivamente da We Gotta Power e Boku-tachi wa Tenshi datta, cantate sempre da Hironobu Kageyama. Per la versione italiana è stata utilizzata come unica sigla per tutta la serie la canzone What's My Destiny Dragon Ball, interpretata da Giorgio Vanni.

## Lista episodi
Gli episodi vengono suddivisi in 10 stagioni, prendendo in considerazione i nomi e le suddivisioni adottati dal luglio 2010 sulla piattaforma di video on demand di Toei Animation AnimeJan.
| Nº | Titolo italiano Giapponese 「Kanji」 - Rōmaji                            | Episodi | Trasmissione | Trasmissione | Pubblicazione     |
| Nº | Titolo italiano Giapponese 「Kanji」 - Rōmaji                            | Episodi | Giappone     | Italia       | Giappone          |
| 1  | Saga dei Saiyan 「サイヤ人編」 - Saiya-jin hen                           | 1-35    | 1989-1990    | 2000         | 19 marzo 2003     |
| 2  | Saga di Namecc 「ナメック星編」 - Namekku-sei hen                        | 36-74   | 1990-1991    | 2000         | 19 marzo 2003     |
| 3  | Saga di Freezer 「フリーザ編」 - Furīza hen                              | 75-107  | 1991         | 2000         | 19 marzo 2003     |
| 4  | Saga di Garlic Jr. 「ガーリックＪｒ．編」 - Gārikku Junia hen            | 108-117 | 1991         | 2000         | 19 marzo 2003     |
| 5  | Saga dei cyborg 「人造人間編」 - Jinzō ningen hen                        | 118-147 | 1991-1992    | 2000         | 19 marzo 2003     |
| 6  | Saga di Cell 「セル編」 - Seru hen                                       | 148-194 | 1992-1993    | 2000         | 18 settembre 2003 |
| 7  | Saga del torneo dell'aldilà 「あの世一武道会編」 - Anoyoichi budōkai hen | 195-199 | 1993         | 2000         | 18 settembre 2003 |
| 8  | Saga della scuola superiore 「ハイスクール編」 - Hai Sukūru hen          | 200-209 | 1993         | 2000         | 18 settembre 2003 |
| 9  | Saga di Majin Bu 1 「魔人ブウ編①」 - Majin Bū hen (ichi)                 | 210-250 | 1993-1994    | 2000-2001    | 18 settembre 2003 |
| 10 | Saga di Majin Bu 2 「魔人ブウ編②」 - Majin Bū hen (ni)                   | 251-291 | 1994-1996    | 2001         | 18 settembre 2003 |

## Edizioni home video

### Giappone
La serie è stata pubblicata in patria da Pony Canyon in 49 dischi formato DVD raccolti in due cofanetti in edizione limitata chiamati Dragon Box Z hen. Il primo, contenente i primi 25 DVD, è uscito il 19 marzo 2003, mentre il secondo, comprendente i restanti 24, è stato pubblicato il 18 settembre dello stesso anno. Entrambi i cofanetti inoltre sono corredati di un disco speciale. A seguito di insistenti richieste da parte del pubblico, i DVD sono poi stati pubblicati singolarmente, dal 2 novembre 2005 al 7 febbraio 2007.

### Italia

Copertina del primo box dell'edizione in Blu-ray Disc di Dynit

L'edizione italiana della serie è stata distribuita per la prima volta da De Agostini nelle edicole, all'interno di VHS da due episodi l'una. I primi 194 episodi sono stati pubblicati in 97 videocassette come allegato del periodico quindicinale Dragon Ball Z Collection a partire dal settembre 1998, prima del passaggio televisivo su Italia 1. Gli episodi restanti sono stati distribuiti dal 2002 sempre a cadenza quindicinale in una collana separata, chiamata Dragon Ball Z Saga di Majinbu. L'ultima videocassetta, la quarantottesima, contiene tre episodi.
La prima edizione in formato DVD è stata ad opera di Yamato Video, che tra la primavera 2003 e il luglio 2004 ha fatto uscire i primi 108 episodi in 27 dischi da quattro episodi l'uno, raccolti in quattordici box recanti il sottotitolo La saga di Freezer. Sempre nel 2003 De Agostini ha avviato la distribuzione della serie in DVD pubblicati singolarmente nella collana Dragon Ball Z DVD Collection, anch'essi contenenti quattro episodi ciascuno. La pubblicazione tuttavia si è interrotta alla trentanovesima uscita, con l'episodio 156. È stata portata a termine con la seconda edizione, partita l'8 luglio 2006, che ha completato la serie con il numero 73, da tre episodi. Ad essa sono seguite una terza edizione, dal 7 aprile 2007, e una quarta, dal 9 febbraio 2008.
L'11 novembre 2006 Exa Cinema ha ripubblicato individualmente i primi dieci dischi de La saga di Freezer, corrispondenti ai primi 40 episodi della serie. Gli stessi furono resi disponibili raccolti in due cofanetti l'anno seguente. A seguito del successo riscosso dai DVD, nel 2008 la società ha distribuito quattro box a cura di Yamato Video contenenti cinque dischi ciascuno, sempre da quattro episodi. I primi due box sono usciti a novembre, mentre gli altri due a dicembre. Inoltre i dischi dall'11 al 20, contenenti gli episodi dal 41 all'80, ricevettero uscite individuali il 12 novembre dello stesso anno. Dopo la cessazione delle attività da parte di Exa Cinema, Yamato ha pubblicato i restanti 53 dischi in undici ulteriori box distribuiti da CG Home video tra il 22 settembre 2009 e il 13 luglio 2010. Nello stesso periodo sono stati ripubblicati i primi quattro già editi da Exa, completando la collezione a quindici box e 73 DVD.
Nel 2012 ha esordito una nuova edizione in formato DVD realizzata da Yamato Video, costituita da 49 dischi di sei episodi l'uno (ad eccezione dell'ultimo) e pertanto definita «deluxe». I dischi sono stati pubblicati singolarmente in edicola da De Agostini e TV Sorrisi e Canzoni a cadenza settimanale, a partire dal 10 gennaio. La serie completa è stata quindi messa in vendita il 5 dicembre in due cofanetti a tiratura limitata e numerata, presentati in anteprima dal 1º al 4 novembre al Lucca Comics & Games. Il formato «deluxe» è stato mantenuto anche nell'edizione pubblicata da RCS MediaGroup a dischi singoli in allegato a La Gazzetta dello Sport e Corriere della Sera dal 13 gennaio al 14 dicembre 2016 e nella New Edition distribuita da Koch Media in cinque box tra il 25 maggio e il 17 ottobre 2017.
La serie è pubblicata in formato Blu-ray Disc per la prima volta da Dynit, in 42 dischi divisi a gruppi da tre in quattordici box distribuiti ogni mese dal 25 giugno 2025 al 21 gennaio 2026. In contemporanea all'uscita del primo e dell'ottavo box inoltre sono resi disponibili due cofanetti in edizione limitata e numerata in cui sono racchiusi i box in gruppi da sette.